# Zrzeszenie Kaszubskie
Zrzeszenie Kaszubskie – pierwsza po II wojnie światowej organizacja społeczno-kulturalna utworzona przez Kaszubów i ich sympatyków, jej sukcesorem jest Zrzeszenie Kaszubsko-Pomorskie.

## Historia
Pomysł utworzenia organizacji kaszubskiej pojawił się już w trakcie I Kongresu Kaszubskiego, który odbył się w Wejherowie w dniach 12-13 stycznia 1946 r. Z ramienia władz uczestniczył w nim minister administracji Stefan Matuszewski, jednak pomimo składanych obietnic, nie zezwolono na zrealizowanie żadnej z inicjatyw zgłoszonych na Kongresie.
Powstanie organizacji kaszubskiej stało się możliwe dopiero po przełomie październikowym 1956 r., w klimacie głębokiej nieufności władz wobec Kaszubów. Komitet Założycielski Zrzeszenia Kaszubskiego utworzyło 32 działaczy kaszubskich, którzy spotkali się 28 października 1956 r. w Gdyni. Na jego czele stanął Lech Bądkowski, wiceprzewodniczącymi zostali Aleksander Arendt i Henryk Łukowicz, sekretarzem został Robert Komkowski.
I Walny Zjazd Delegatów Zrzeszenia Kaszubskiego odbył się w Gdańsku 2 grudnia 1956 r. Uchwalono tam statut organizacji i deklarację programową oraz wybrano władze Zrzeszenia. Pierwszym prezesem został Aleksander Arendt.
W 1957 r. Zrzeszenie Kaszubskie miało już 10 oddziałów i 51 kół, które liczyły łącznie 2928 członków.
W 1964 r., po wchłonięciu cierpiącego na uwiąd organizacyjny Zrzeszenia Kociewskiego, organizacja poszerzyła formułę i zakres terytorialny działania, co znalazło odzwierciedlenie w nowej nazwie Zrzeszenie Kaszubsko-Pomorskie.

## Prezesi Zarządu Głównego
- 1956–1959 Aleksander Arendt
- 1959–1971 Bernard Szczęsny